# Itzcóatl
Itzcóatl (náuatle/nauatle: it͡sˈkoːwaːt͡ɬ; português: Serpente de Obsidiana, 1381–1440) foi o quarto tlatoani de Tenochtitlan, reinou de 1427 a 1440

## Vida
Itzcoatl foi um filho ilegítimo do Tlatoani Acamapichtli com uma princesa tepaneca desconhecida. Ascendeu ao trono aos 46 anos, quando seu antecessor, o seu sobrinho Chimalpopoca, foi morto por Maxtla líder dos Tepanecas nas proximidades Altépetl (cidade-estado) de Azcapotzalco. Quando subiu ao trono tinha como Cihuacoatl Tlacaelel. Antes de assumir este cargo foi Tlacochcalcatl de Huitzilihuitl e de Chimalpopoca.
Aliando-se a Nezahualcoyotl Tlatoani de Texcoco, Itzcoatl derrotou Maxtla e acabou com a dominação tepaneca no Vale do México. Após esta vitória, Itzcoatl, Nezahualcoyotl, e Totoquilhuaztli, Tlatoani de Tlacopan, forjaram o que seria conhecida como a Tríplice Aliança Asteca. Criou uma nobreza guerreira ao dar aos seus chefes uma parte das terras conquistadas.
Depois de vencida a guerra, Itzcoatl voltou sua atenção para os Chinampas (hortas flutuantes) das margens ao sul do Lagos Xochimilco e Chalco. As nascentes de água doce destas costas permitiram o desenvolvimento de amplas hortas, situadas nas partes rasas do lago. Campanhas bem sucedidas contra Xochimilco (1430), Mixquic (1432), Cuitlahuac (1433), e Tezompa garantiria recursos agrícolas para Tenochtitlan e, junto com a conquista de Culhuacan e Coyoacán, iriam cimentar o controle da Tríplice Aliança sobre a metade sul do Vale do México.
Com esta série de vitórias, Itzcoatl ficou conhecido como Culhua Teuctli (Senhor da Culhuacan) enquanto Totoquilhuaztli ficou conhecido Tepaneca Teuctli, (Senhor dos Tapenecas).
Em 1439, Itzcoatl empreendeu uma campanha fora do Vale do México contra Cuauhnahuac ( atual Cuernavaca).
Itzcoatl não conseguiu consolidar o poder de Tenochtitlan para si próprio, como todas as regras, tinha associados e conselheiros. Teve a sorte de ser secundado por dois dos homens mais influentes da história asteca, seu sobrinho Motecuhzoma Ilhuicamina (quem iria sucedê-lo como Tlatoani) e a figura lendária de Tlacaelel, que serviu como Cihuacoatl de vários governantes astecas.
De acordo com o Códice florentino, Itzcoatl ordenou a queima de todos os documentos históricos e religiosos alegando que "não era sábio que as pessoas conhecessem as pinturas". Entre outros fins, permitiu que o Estado asteca tivesse uma história sancionada pela classe dirigente e uma mitologia sobre Huitzilopochtli. Essa reforma marcou a história asteca: regulamentou o culto e as hierarquias religiosas e iniciou a construção dos templos e da cidade de Tenochtitlán, a capital.
Itzcoatl se casou com Huacaltzintli (filha de Quaquauhpitzauax, Tlatoani de Tlatelolco) e tiveram com filhos Tizauatzin (Tlatoani de Toltitlan) e Tezozomoc (Tezozomoctizin).
Itzcoatl também continuou a construção de Tenochtitlan: durante seus reinado, templos, estradas e uma ponte foram construídos. No ano de 1440, após 14 anos no poder, o grande guerreiro Itzcoatl morreu tranquilamente, atingida pela doença, seu funeral foi uma exibição majestosa de riqueza e formalidades que durou 80 dias consecutivos. Itzcoatl estabeleceu a hierarquia religiosa e governamental que foi assumida por Moctezuma I após a sua morte.
| Precedido por Chimalpopoca | 4º Tlatoani de Tenochtitlan 1427 - 1440 | Sucedido por Moctezuma I |
| Precedido por Ninguém      | 1º Huey Tlatoani 1427 - 1440            | Sucedido por Moctezuma I |
| Precedido por Ninguém      | 1º Tlacochcalcatl 1391 - 1427           | Sucedido por Moctezuma I |